# Jaime Rosenthal
Jaime Rolando Rosenthal Oliva (ur. 5 maja 1936 w San Pedro Sula, zm. 12 stycznia 2019 tamże) – honduraski polityk, bankier i przedsiębiorca, w latach 1986–1989 trzeci wiceprezydent Hondurasu.

## Życiorys
Jego ojciec Yankel Rosenthal był rumuńskim Żydem, osiadłym w 1929 w Hondurasie, a matka Esther Oliva pochodziła z Salwadoru. Ukończył studia ze stopniem Bachelor of Science z inżynierii lądowej na Massachusetts Institute of Technology, a Master of Science zdobył na MIT Sloan School of Management. W 1974 został założycielem i szefem Banco Continental, który stał się ósmym największym bankiem w kraju (aż do zamknięcia w 2015). Stał także na czele rodzinnego konglomeratu biznesowego Grupo Continental.
Należał do Liberalnej Partii Hondurasu, z jej ramienia kilkukrotnie kandydował na prezydenta. Od stycznia 1986 do 1989 roku zajmował stanowisko trzeciego wiceprezydenta u boku José Azcony del Hoyo (zrezygnował przed końcem kadencji ze względu na różnice polityczne). W kadencji 2002–2006 zasiadał w parlamencie. W 2015 został oskarżony o pranie brudnych pieniędzy i wspieranie przemytu narkotyków.